# Lapiaz

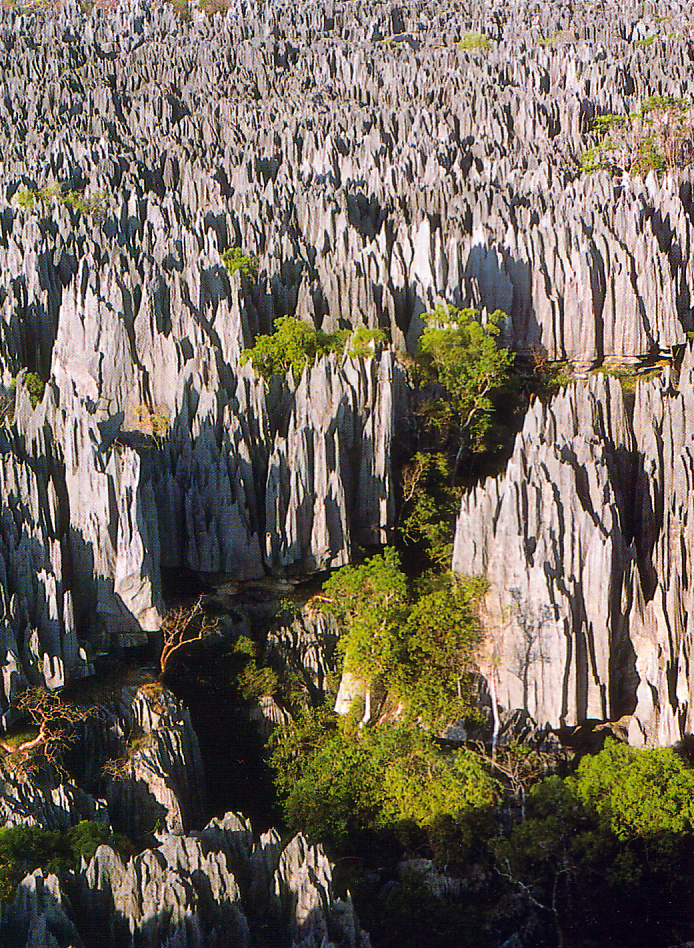
Lapiaz con formas agudas y aristas afiladas (Tsingy de Bemaraha, Madagascar).

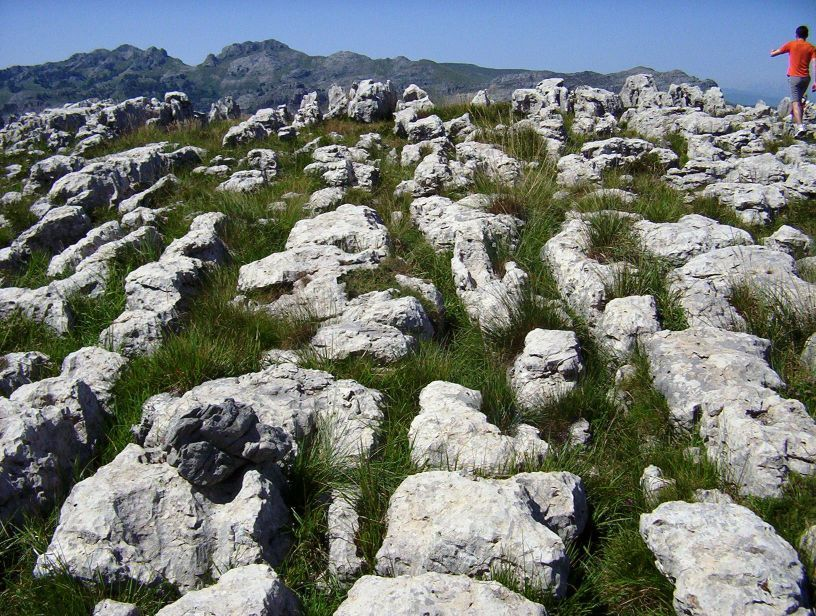
Lapiaz tipo pavimento de calizas en Riotuerto (Cantabria). Los planos preferentes de disolución están condicionados por diaclasas.

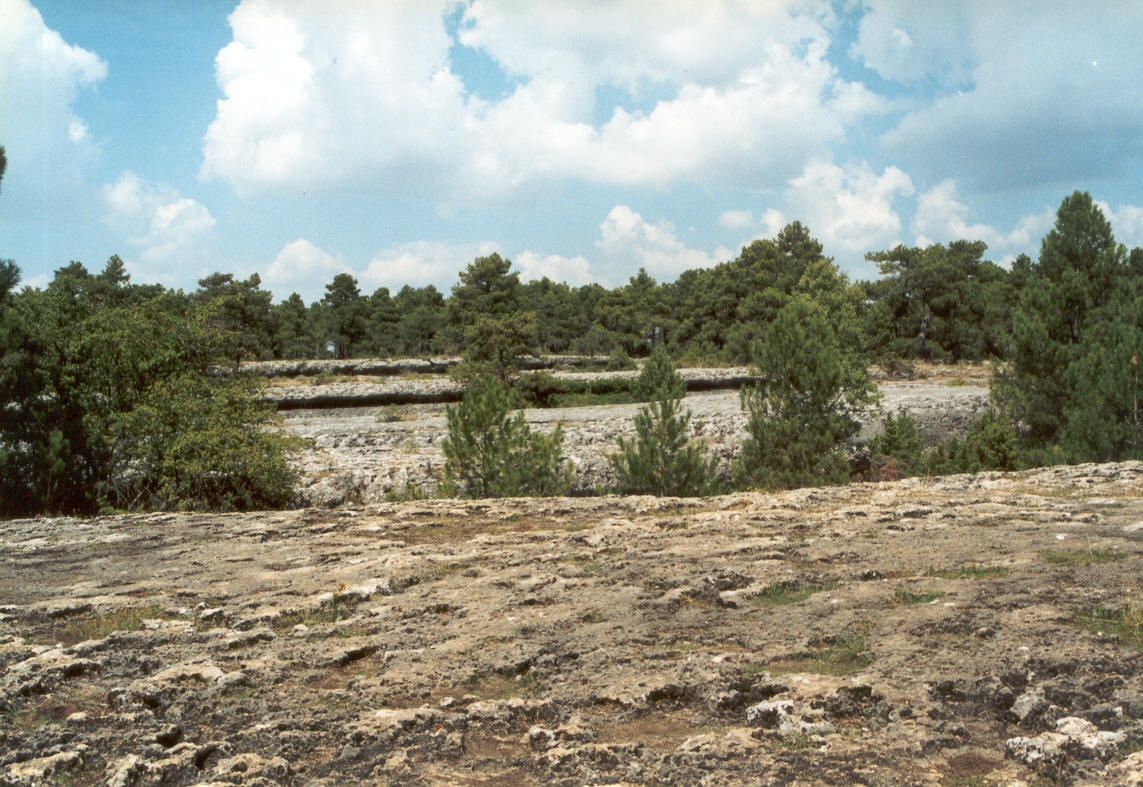
Mar de piedra, Ciudad Encantada, Provincia de Cuenca.

Un lapiaz, lenar o pavimento de caliza es una zona o superficie pétrea irregular de rocas carbonáticas o evaporíticas modeladas por el agua, con múltiples surcos, orificios y aristas agudas. La superficie de cada surco u oquedad suele ser de dimensiones pequeñas o medianas, separado por tabiques o paredes de roca en algunos casos agudos. Sus dimensiones son decimétricas, aunque en profundidad a veces, pueden superar la decena de metros. En realidad el lapiaz varía entre unos pocos milímetros, microlapiaz, a varios metros. Los lapiaces aparecen en afloramientos de calizas o yesos afectados por procesos kársticos y son, por lo tanto, formas kársticas elementales.
Su génesis se produce por la disolución superficial de la caliza afectada por agua de escorrentía o almacenada superficialmente en puntos donde la microtopografía permite una mejor retención o canalización del agua o la humedad.
La disolución superficial de las calizas se acelera durante las lluvias debido a la acidez por el dióxido de carbono del aire, que por hidratación se convierte en ácido carbónico, y la acción de ácidos húmicos. La caliza es un carbonato cálcico que no es soluble en el agua, pero reacciona con el ácido carbónico convirtiéndose en bicarbonato cálcico, que sí es soluble en el agua, por lo que el suelo calcáreo irá profundizándose en los lugares donde se concentran las pequeñas corrientes de agua.
Cuando se encuentran en pendiente las aristas de los lapiaces pueden presentar cierta continuidad. En ese caso se habla de lapiaces lineales, que pueden adoptar formas sinuosas que asemejan cursos fluviales, incluso se habla de meandros de lapiaz. Cuando las fisuras configuran una trama cuadrangular, normalmente un sistema de diaclasas que facilita la penetración de la disolución en la roca, definen una mesa de lapiaz, formada por una trama de losas delimitadas por las fracturas.
Si las cavidades son más o menos circulares se llaman lapiaces alveolares.
En las rocas dolomíticas el lapiaz presenta muros, puentes naturales, pitones y pasillos repartidos de manera desordenada por la región. Se habla entonces de relieve cárstico ruiniforme.
Estas formas kársticas pueden aparecer en asociación ocupando una superficie grande y accidentada. En algunos casos pueden alcanzar importantes dimensiones métricas y estar muy separados entre sí constituyendo macrolapiaces que definen paisajes conocidos popularmente como "ciudades encantadas", como es el caso del Mar de Piedra, en la Ciudad Encantada de Cuenca.